# Баклан Андрій Якович
Андрі́й Я́кович Бакла́н (нар. 23 липня 1917, Калинівка, нині Воскресенська селищна громада, Миколаївський район, Миколаївська область — 20 травня 1985, Псков) — радянський військовий льотчик, учасник Другої світової війни. Герой Радянського Союзу (1942).

## Біографія
Народився 23 липня 1917 року в селі Калинівка Херсонської губернії (нині — Жовтневий район Миколаївської області) у багатодітній селянській родині. Українець.
В роки Голодомору в Україні, рятуючись від голоду, переїхав до міста Миколаєва, вступив до школи ФЗУ при судноремонтному заводі. По закінченні школи ФЗУ працював розмітником на заводі, одночасно навчався у парашутному гурткі. У 1936 році закінчив Миколаївський аероклуб.
У лавах РСЧА з 1938 року. Того ж року закінчив Одеську авіаційну школу пілотів.
Брав участь у радянсько-фінській війні 1939–1940 років. Перебуваючи на Карельському перешийку у складі 49-го винищувального авіаційного полку, лейтенант А. Я. Баклан здійснив 40 бойових вильотів на штурмовку ворожих позицій та супроводження бомбардувальників, за що був нагороджений орденом Червоного Прапора.
Учасник німецько-радянської війни з 22 червня 1941 року. Воював на Південно-Західному, Західному, Калінінському, Сталінградському, Північно-Західному, Центральному, 1-у Українському та 1-у Білоруському фронтах.
Початок війни зустрів у Прибалтиці, в Двінську. Протягом першого місяця полк втратив майже всі літаки й був виведений на переформування та перепідподготовку на винищувачі Як-1. Брав участь у оборонних боях на території України, де відкрив рахунок збитим літакам ворога.
У лютому 1942 року переведений до 521-го винищувального авіаційного полку. У березні того ж року авіаційна ланка під командуванням старшого лейтенанта А. Я. Баклана вступила у повітряний бій з 18 ворожими бомбардувальниками та 9 винищувачами прикриття й вийшла переможцем, збивши 5 літаків супротивника.
Влітку 1942 року переведений до 434-го винищувального авіаційного полку, який діяв на сталінградському напрямку. На початку вересня 1942 року пересів на винищувач Як-7Б. До жовтня 1942 року здійснив 400 бойових вильотів, з них 57 — на штурмовку ворожих військ.
Влітку 1943 року переведений на посаду штурмана 19-го винищувального авіаційного полку. З 20 січня 1944 року — командир 3-ї ескадрильї того ж полку.
У 1945 році переведений на Далекий Схід, де командир ескадрильї майор А. Я. Баклан брав участь у радянсько-японській війні.
Всього за роки війни А. Я. Баклан здійснив понад 700 вдалий бойових вильотів. У повітряних боях збив особисто 22 й у складі групи 23 літаки ворога. Почергово літав на винищувачах: «І-153», «Як-1», «Як-7», «Ла-5» і «Ла-7».
У повоєнні роки командував авіаційним полком. У 1952 році закінчив Військово-повітряну академію. Літав на реактивних винищувачах «МіГ-15» і «МіГ-17». У 1957 році за станом здоров'я залишив льотну роботу. Був викладачем у льотному училищі. У 1963 році полковник А. Я. Баклан вийшов у запас.
Мешкав у місті Пскові, працював начальником відділу обласного управління зв'язку. Помер 20 травня 1985 року, похований на Орлецовському цвинтарі Пскова.

## Нагороди
Указом Президії Верховної Ради СРСР від 23 листопада 1942 року за мужність і героїзм, виявлені в боях старшому лейтенантові Баклану Андрію Яковичу присвоєне звання Героя Радянського Союзу з врученням ордена Леніна і медалі «Золота Зірка» (№ 755).
Нагороджений двома орденами Леніна (26.03.1942, 23.11.1942), орденами Червоного Прапора (1940), Суворова 3-го ступеня (25.07.1944), Вітчизняної війни 1-го ступеня (06.04.1985), Червоної Зірки, медалями.

## Твори
- Баклан А. Я. «Небо, прошитое трассами». — М.: Воениздат, 1985.
- Баклан А. Я. «Небо, прошитое трассами». — Л.: Лениздат, 1987.